# Patrignone (San Giuliano Terme)
Patrignone is een plaats (frazione) in de Italiaanse gemeente San Giuliano Terme.